# NRJ Réunion
NRJ Réunion est une station de radio privée française de catégorie C de l'île de La Réunion, département d'outre-mer et région ultrapériphérique dans le sud-ouest de l'océan Indien. D'après Médiamétrie, elle est, avec 21,4 % d'audience cumulée d'avril à juin 2011, la deuxième plus écoutée de l'île après Radio Free Dom.
Elle dispose depuis 2016 de plus de 20 webradios disponibles sur smartphone sur iOS et Android.
En décembre 2019, elle est toujours placée première radio musicale de La Réunion par un sondage de Médiametrie avec 108 800 auditeurs quotidiens la plus forte hausse du sondage.

## Historique
En février 2020, Léa Berthault est nommée Directrice des antennes radio de Cirano Group, structure comprenant les déclinaisons de NRJ Réunion, Rire et Chansons Réunion, Chérie FM Réunion et RTL Réunion.

## Identité visuelle (logo)

Premier logo de NRJ Réunion de Janvier 1996 à Décembre 2004
Logo de Janvier 2005 à Septembre 2008
Logo de Septembre 2008 à Juin 2015.
Logo depuis Juin 2015.

### Slogans
- 1996 à 1997 : « La plus belle radio «
- Depuis 1997 : « Hit Music Only! » (traduit par « Que du hit sur NRJ ! » puis « Que des hits sur NRJ ! », depuis 2014)

### Voix d'antenne
- Richard Darbois (depuis 1996)

## Programmes
| SEMAINE  | SEMAINE         | SEMAINE |
| Horaires | Émissions       | Animateurs |
| -------- | --------------- | --- |
| 5H-9H    | Le 5-9          | Laurent (Semaine) Damien (Vacances Été et Noël)                                                                              |
| 9H-13H   | My NRJ          | Guillaume (Semaine) Dayian (Vacances Été et Noël Du Lundi au Mercredi) puis Alex (Vacances Été et Noël Du Jeudi au Vendredi) |
| 13H-15H  | Total Music     | |
| 16H-19H  | La Playlist NRJ | Damien |
| 19H-23H  | La Playlist NRJ | Laurent (Semaine) / Dayian et Alex (Vacances Été et Noël Du Lundi au Vendredi)                                               |
| 23H-5H   | HIT MUSIC ONLY  | |

| SAMEDI   | SAMEDI                            | SAMEDI                                          |
| Horaires | Émissions                         | Animateurs                                      |
| -------- | --------------------------------- | ----------------------------------------------- |
| 5H-9H    | Best-of Le 5-9                    | Laurent (Semaine) Damien (Vacances Été et Noël) |
| 9H-13H   | My NRJ Week End                   | Dayian (Week-End et Jours fériés)               |
| 13H-15H  | Total Music                       |                                                 |
| 15H-17H  | Le Hit NRJ                        | Alex                                            |
| 17H-20H  | NRJ Week-End                      | Alex (Week-End et Jours fériés)                 |
| 20H-05H  | Extravadance (Vendredi et Samedi) |                                                 |

| DIMANCHE | DIMANCHE        | DIMANCHE                                        |
| Horaires | Émissions       | Animateurs                                      |
| -------- | --------------- | ----------------------------------------------- |
| 5H-9H    | Best-of Le 5-9  | Laurent (Semaine) Damien (Vacances Été et Noël) |
| 9H-13H   | My NRJ Week End | Dayian (Week-End et Jours fériés)               |
| 13H-15H  | Total Music     |                                                 |
| 15H-19H  | NRJ Week-End    | Alex (Week-End et Jours fériés)                 |
| 19H-5H   | HIT MUSIC ONLY  |                                                 |

Depuis 2021, Pendant les vacances de l'été et Noël, Dayian et Alex animé My NRJ (Vacances) de 09h à 13h et Le Buzz NRJ (Vacances) du Lundi au Vendredi à 19h.
Le 03 Février 2022, L'émission My NRJ ne diffusera pas en raison de l'alerte cyclonique rouge Batsirai. Car L'émission NRJ Le Mag de 09h à 13h avec Damien, Léa, DJ Noom & Guillaume et suivi de 16h à 19h.
NRJ Le Mag a ete supprimé depuis Novembre 2022